# Паљијајо ди Фако (Кампобасо)
Паљијајо ди Фако је насеље у Италији у округу Кампобасо, региону Молизе.
Према процени из 2011. у насељу је живело 28 становника. Насеље се налази на надморској висини од 660 м.